# Statistiche e record dell'Unione Calcio Sampdoria
Sono indicate in questa pagina le statistiche dell'Unione Calcio Sampdoria, società calcistica italiana con sede a Genova fondata il 12 agosto 1946 dalla fusione tra la Sampierdarenese (1899) e l'Andrea Doria (1900).

## Bilancio della Sampdoria nei campionati di serie A

### Statistiche di tutte le squadre affrontate
Nei campionati di serie A a girone unico, la squadra affrontata complessivamente per il maggior numero di volte dalla Sampdoria è l'Inter, con un totale di 131 partite disputate.
La squadra con cui la Sampdoria ha vinto il maggior numero di partite complessive in serie A è la Roma, nei cui confronti conta 40 vittorie totali. Sempre la Roma è la squadra con cui la Sampdoria ha vinto il maggior numero di partite casalinghe (30) mentre il maggior numero di partite in trasferta sono state vinte contro il Genoa (15).
La squadra con cui la Sampdoria ha pareggiato il maggior numero di partite complessive in serie A è la Fiorentina, con un totale di 45 risultati di parità. Sempre la Fiorentina è la squadra con cui la Sampdoria ha pareggiato il maggior numero di partite in trasferta (22), mentre il Torino è la squadra con cui i Blucerchiati hanno pareggiato il maggior numero di partite casalinghe (24).
La squadra con cui la Sampdoria ha perso il maggior numero di partite complessive in serie A è l'Inter, con cui ha perso un totale di 72 partite. Sempre l'Inter è la squadra con cui la Sampdoria ha perso il maggior numero di partite casalinghe (30) e fuori casa (42).
La squadra con cui la Sampdoria ha segnato il maggior numero di reti complessive è la Fiorentina, nei cui confronti i Blucerchiati hanno messo a segno 150 reti totali.
La squadra con cui la Sampdoria ha subito il maggior numero di reti complessive è l'Inter, dalla quale ha subito 244 reti totali.
Complessivamente, per le partite finora disputate la Sampdoria ha un saldo totale positivo con 41 delle 63 squadre finora affrontate, un saldo totale neutro con 4 delle 63 squadre e un saldo totale negativo con 18 delle 63 squadre. Relativamente alle partite casalinghe finora disputate, la Sampdoria ha un saldo positivo con 52 delle 63 squadre finora affrontate, un saldo negativo con 7 di esse e un saldo neutro con 4. Relativamente alle partite finora disputate in trasferta, la Sampdoria ha un saldo positivo con 15 delle 63 squadre finora affrontate, un saldo neutro con 6 delle 63 squadre finora affrontate e un saldo negativo con le restanti squadre.
Nella tabella sottostante sono riportate le statistiche dell'Unione Calcio Sampdoria negli incontri di serie A con le altre 63 squadre finora affrontate nei campionati a girone unico.
Bilancio: : positivo; : neutro; : negativo.
| Squadra     | G   | VC | PC | SC | VF | PF | SF | VT | PT | ST | GF  | GS  | Bilancio |
| ----------- | --- | -- | -- | -- | -- | -- | -- | -- | -- | -- | --- | --- | -------- |
| Alessandria | 10  | 2  | 3  | 0  | 1  | 3  | 1  | 3  | 6  | 1  | 14  | 9   | Si       |
| Ancona      | 4   | 2  | 0  | 0  | 2  | 0  | 0  | 4  | 0  | 0  | 9   | 3   | Si       |
| Ascoli      | 24  | 8  | 2  | 2  | 3  | 4  | 5  | 11 | 6  | 7  | 28  | 19  | Si       |
| Atalanta    | 102 | 28 | 14 | 9  | 11 | 17 | 23 | 39 | 31 | 32 | 126 | 113 | Si       |
| Avellino    | 12  | 2  | 2  | 2  | 2  | 1  | 3  | 4  | 3  | 5  | 12  | 13  | No       |
| Bari        | 38  | 14 | 4  | 1  | 7  | 5  | 7  | 21 | 9  | 8  | 55  | 28  | Si       |
| Benevento   | 4   | 1  | 0  | 1  | 0  | 1  | 1  | 1  | 1  | 2  | 7   | 8   | No       |
| Bologna     | 102 | 24 | 12 | 15 | 7  | 19 | 25 | 31 | 31 | 40 | 128 | 138 | No       |
| Brescia     | 24  | 8  | 2  | 2  | 3  | 5  | 4  | 11 | 7  | 6  | 33  | 25  | Si       |
| Cagliari    | 72  | 10 | 19 | 7  | 4  | 12 | 20 | 14 | 31 | 27 | 81  | 94  | No       |
| Carpi       | 2   | 1  | 0  | 0  | 0  | 0  | 1  | 1  | 0  | 1  | 6   | 4   |          |
| Catania     | 32  | 11 | 4  | 1  | 5  | 1  | 10 | 16 | 5  | 11 | 51  | 35  | Si       |
| Catanzaro   | 6   | 2  | 1  | 0  | 0  | 1  | 2  | 2  | 2  | 2  | 9   | 7   |          |
| Cesena      | 22  | 4  | 5  | 2  | 4  | 5  | 2  | 8  | 10 | 4  | 23  | 16  | Si       |
| Chievo      | 28  | 9  | 3  | 2  | 3  | 7  | 4  | 12 | 10 | 6  | 36  | 23  | Si       |
| Como        | 20  | 6  | 2  | 2  | 2  | 4  | 4  | 8  | 6  | 6  | 20  | 15  | Si       |
| Cremonese   | 14  | 4  | 2  | 1  | 3  | 3  | 1  | 7  | 5  | 2  | 19  | 11  | Si       |
| Crotone     | 6   | 2  | 0  | 1  | 1  | 1  | 1  | 3  | 1  | 2  | 12  | 8   | Si       |
| Empoli      | 28  | 9  | 3  | 2  | 5  | 5  | 4  | 14 | 8  | 6  | 43  | 22  | Si       |
| Fiorentina  | 128 | 27 | 23 | 14 | 10 | 22 | 32 | 37 | 45 | 46 | 150 | 179 | No       |
| Foggia      | 18  | 4  | 5  | 0  | 1  | 5  | 3  | 5  | 10 | 3  | 26  | 21  | Si       |
| Frosinone   | 4   | 1  | 0  | 1  | 1  | 0  | 1  | 2  | 0  | 2  | 7   | 3   |          |
| Genoa       | 78  | 15 | 15 | 9  | 15 | 14 | 10 | 30 | 29 | 19 | 98  | 77  | Si       |
| Inter       | 132 | 13 | 23 | 30 | 8  | 16 | 42 | 21 | 39 | 72 | 121 | 244 | No       |
| Juventus    | 130 | 21 | 19 | 25 | 5  | 19 | 41 | 26 | 38 | 66 | 126 | 212 | No       |
| Lazio       | 114 | 19 | 18 | 20 | 8  | 14 | 35 | 27 | 32 | 55 | 119 | 171 | No       |
| Lecce       | 26  | 7  | 3  | 3  | 8  | 3  | 2  | 15 | 6  | 5  | 46  | 23  | Si       |
| Lecco       | 4   | 2  | 0  | 0  | 0  | 2  | 0  | 2  | 2  | 0  | 5   | 3   | Si       |
| Legnano     | 4   | 2  | 0  | 0  | 1  | 1  | 0  | 3  | 1  | 0  | 10  | 4   | Si       |
| Livorno     | 18  | 7  | 1  | 1  | 1  | 3  | 5  | 8  | 4  | 6  | 25  | 18  | Si       |
| Lucchese    | 10  | 4  | 1  | 0  | 0  | 1  | 4  | 4  | 2  | 4  | 19  | 17  |          |
| Mantova     | 12  | 3  | 3  | 0  | 2  | 0  | 4  | 5  | 3  | 4  | 12  | 12  | Si       |
| Messina     | 10  | 4  | 1  | 0  | 2  | 2  | 1  | 6  | 3  | 1  | 24  | 13  | Si       |
| Milan       | 130 | 19 | 19 | 27 | 11 | 12 | 42 | 30 | 31 | 69 | 121 | 220 | No       |
| Modena      | 12  | 0  | 5  | 1  | 0  | 1  | 5  | 0  | 6  | 6  | 6   | 15  | No       |
| Monza       | 2   | 0  | 0  | 1  | 0  | 1  | 0  | 1  | 1  | 0  | 2   | 5   | No       |
| Napoli      | 112 | 21 | 17 | 18 | 9  | 19 | 28 | 30 | 36 | 46 | 128 | 149 | No       |
| Novara      | 16  | 4  | 3  | 1  | 3  | 0  | 5  | 7  | 3  | 6  | 27  | 25  | Si       |
| Padova      | 26  | 7  | 4  | 2  | 5  | 1  | 7  | 12 | 5  | 9  | 47  | 32  | Si       |
| Palermo     | 48  | 9  | 9  | 6  | 3  | 9  | 12 | 12 | 18 | 18 | 58  | 62  | No       |
| Parma       | 44  | 12 | 5  | 5  | 5  | 6  | 11 | 17 | 11 | 16 | 60  | 50  | Si       |
| Perugia     | 10  | 4  | 1  | 0  | 0  | 3  | 2  | 4  | 4  | 2  | 17  | 12  | Si       |
| Pescara     | 10  | 4  | 1  | 0  | 2  | 3  | 0  | 6  | 4  | 0  | 23  | 9   | Si       |
| Piacenza    | 10  | 5  | 0  | 0  | 0  | 1  | 4  | 5  | 1  | 4  | 20  | 16  | Si       |
| Pisa        | 14  | 5  | 1  | 1  | 3  | 2  | 2  | 8  | 3  | 3  | 21  | 9   | Si       |
| Pro Patria  | 16  | 6  | 2  | 0  | 2  | 2  | 4  | 8  | 4  | 4  | 35  | 20  | Si       |
| Reggiana    | 6   | 3  | 0  | 0  | 1  | 2  | 0  | 4  | 2  | 0  | 10  | 3   | Si       |
| Reggina     | 12  | 5  | 1  | 0  | 3  | 1  | 2  | 8  | 2  | 2  | 23  | 9   | Si       |
| Roma        | 130 | 30 | 23 | 12 | 10 | 13 | 42 | 40 | 36 | 54 | 133 | 171 | No       |
| Salernitana | 8   | 2  | 1  | 1  | 1  | 0  | 3  | 3  | 1  | 4  | 11  | 13  | No       |
| Sassuolo    | 20  | 2  | 4  | 4  | 3  | 3  | 4  | 5  | 7  | 8  | 27  | 29  | No       |
| Siena       | 16  | 4  | 4  | 0  | 3  | 2  | 3  | 7  | 6  | 3  | 22  | 15  | Si       |
| SPAL        | 36  | 8  | 6  | 4  | 5  | 6  | 7  | 13 | 12 | 11 | 39  | 36  | Si       |
| Spezia      | 6   | 1  | 2  | 0  | 0  | 0  | 3  | 1  | 2  | 3  | 7   | 9   | No       |
| Ternana     | 4   | 1  | 1  | 0  | 1  | 1  | 0  | 2  | 2  | 0  | 4   | 1   | Si       |
| Torino      | 112 | 23 | 24 | 8  | 9  | 16 | 32 | 32 | 40 | 40 | 127 | 144 | No       |
| Treviso     | 2   | 0  | 1  | 0  | 1  | 0  | 0  | 1  | 1  | 0  | 3   | 1   | Si       |
| Triestina   | 24  | 9  | 3  | 0  | 1  | 4  | 7  | 10 | 7  | 7  | 38  | 30  | Si       |
| Udinese     | 84  | 23 | 13 | 6  | 12 | 11 | 19 | 35 | 24 | 25 | 143 | 121 | Si       |
| Varese      | 14  | 5  | 2  | 0  | 2  | 2  | 3  | 7  | 4  | 3  | 16  | 11  | Si       |
| Venezia     | 12  | 3  | 2  | 1  | 3  | 2  | 1  | 6  | 4  | 2  | 21  | 12  | Si       |
| Verona      | 54  | 19 | 7  | 1  | 4  | 11 | 12 | 23 | 18 | 13 | 82  | 58  | Si       |
| Vicenza     | 50  | 11 | 9  | 5  | 4  | 12 | 9  | 15 | 21 | 14 | 67  | 58  | Si       |

### Campionati vinti
La Sampdoria ha vinto per una volta il campionato.
- Campionato italiano: 1

1990-1991

## Bilancio della Sampdoria in Coppa Italia

### Vittorie
La Sampdoria ha vinto per 4 volte la Coppa Italia, aggiudicandosi in tutti e quattro i casi la finale tramite la formula di andata e ritorno.
- Coppa Italia:

1984-1985 (1 titolo)
|       | Milano - Stadio Giuseppe Meazza, 30 giugno 1985 |           |
| ----- | ----------------------------------------------- | --------- |
| Milan | 0 - 1                                           | Sampdoria |

|           | Genova - Stadio Luigi Ferraris, 3 luglio 1985 |       |
| --------- | --------------------------------------------- | ----- |
| Sampdoria | 2 - 1                                         | Milan |

- Coppa Italia:

1987-1988 (2 titolo)
|           | Genova - Stadio Luigi Ferraris, 5 maggio 1988 |        |
| --------- | --------------------------------------------- | ------ |
| Sampdoria | 2 - 0                                         | Torino |

|        | Torino - Stadio Olimpico, 19 maggio 1988 |           |
| ------ | ---------------------------------------- | --------- |
| Torino | 2 - 1 d.t.s.                             | Sampdoria |

- Coppa Italia:

1988-1989 (3 titolo)
|        | Napoli - Stadio San Paolo, 7 giugno 1989 |           |
| ------ | ---------------------------------------- | --------- |
| Napoli | 1 - 0                                    | Sampdoria |

|           | Cremona - Stadio Giovanni Zini, 28 giugno 1989 |        |
| --------- | ---------------------------------------------- | ------ |
| Sampdoria | 4 - 0                                          | Napoli |

- Coppa Italia:

1993-1994 (4 titolo)
|        | Ancona - Stadio Del Conero, 6 aprile 1994 |           |
| ------ | ----------------------------------------- | --------- |
| Ancona | 0 - 0                                     | Sampdoria |

|           | Genova - Stadio Luigi Ferraris, 20 aprile 1994 |        |
| --------- | ---------------------------------------------- | ------ |
| Sampdoria | 6 - 1                                          | Ancona |

### Secondi posti
La Sampdoria per 3 volte ha raggiunto la finale di Coppa Italia senza riuscire a vincerla, piazzandosi conseguentemente al secondo posto: 1 volta ha perso la finale unica (dopo i tiri di rigore) e due volte ha perso la finale andata e ritorno.
- Coppa Italia 1985-1986 contro  Roma
- Coppa Italia 1990-1991 contro  Roma
- Coppa Italia 2008-2009 contro  Lazio

## Bilancio della Sampdoria in Supercoppa italiana
La Sampdoria ha partecipato a quattro edizioni della Supercoppa italiana,col bilancio complessivo di una vittoria e tre sconfitte.

### Vittorie
- Supercoppa italiana:

1991 (1 titolo)
|           | Genova - Stadio Luigi Ferraris, 24 agosto 1991 |      |
| --------- | ---------------------------------------------- | ---- |
| Sampdoria | 1 - 0                                          | Roma |

### Sconfitte
- 1988 contro  Milan
- 1989 contro  Inter
- 1994 contro  Milan

## Bilancio della Sampdoria in Coppa delle Coppe
La Sampdoria ha vinto per 1 volta la Coppa delle Coppe
- Coppa delle Coppe: 1

1989-1990

### Sconfitte
1988-1989:  Barcellona

## Bilancio della Sampdoria in Coppa dei Campioni/UEFA Champions League
La Sampdoria è arrivata in finale di Champions League per 1 volta 

### Sconfitte
1991-1992:  Barcellona

## Bilancio della Sampdoria in Supercoppa UEFA
La Sampdoria è arrivata in finale di Supercoppa UEFA per 1 volta

### Sconfitte
1990:  Milan

## Campionati di serie B
La Sampdoria ha disputato 12 campionati di serie B: nel 1966-1967, 1977-1978, 1978-1979, 1979-1980, 1980-1981, 1981-1982, 1999-2000, 2000-2001, 2001-2002, 2002-2003, 2011-2012 e 2023-2024.

### Statistiche di tutte le squadre affrontate
Bilancio: : positivo; : neutro; : negativo.
| Squadra         | G  | VC | PC | SC | VF | PF | SF | VT | PT | ST | GF | GS | Bilancio |
| --------------- | -- | -- | -- | -- | -- | -- | -- | -- | -- | -- | -- | -- | -------- |
| AlbinoLeffe     | 2  | 1  | 0  | 0  | 1  | 0  | 0  | 2  | 0  | 0  | 4  | 1  |          |
| Alessandria     | 2  | 1  | 0  | 0  | 0  | 1  | 0  | 1  | 1  | 0  | 3  | 2  |          |
| Alzano Virescit | 2  | 1  | 0  | 0  | 1  | 0  | 0  | 2  | 0  | 0  | 4  | 3  |          |
| Ancona          | 6  | 2  | 0  | 1  | 0  | 2  | 1  | 2  | 2  | 2  | 8  | 9  |          |
| Arezzo          | 2  | 1  | 0  | 0  | 0  | 1  | 0  | 1  | 1  | 0  | 3  | 0  |          |
| Ascoli          | 6  | 2  | 1  | 0  | 1  | 1  | 1  | 3  | 2  | 1  | 10 | 6  |          |
| Atalanta        | 6  | 1  | 2  | 0  | 1  | 2  | 0  | 2  | 4  | 0  | 9  | 6  |          |
| Avellino        | 2  | 0  | 0  | 1  | 0  | 0  | 1  | 0  | 0  | 2  | 0  | 2  |          |
| Bari            | 16 | 6  | 2  | 0  | 1  | 4  | 3  | 7  | 6  | 3  | 22 | 10 |          |
| Brescia         | 12 | 4  | 2  | 0  | 1  | 2  | 3  | 5  | 4  | 3  | 15 | 7  |          |
| Cagliari        | 10 | 2  | 2  | 1  | 1  | 1  | 3  | 3  | 3  | 4  | 13 | 17 |          |
| Catanzaro       | 4  | 2  | 0  | 0  | 0  | 1  | 1  | 2  | 1  | 1  | 5  | 3  |          |
| Catania         | 8  | 4  | 0  | 0  | 1  | 2  | 1  | 5  | 2  | 1  | 7  | 2  |          |
| Cavese          | 2  | 1  | 0  | 0  | 0  | 1  | 0  | 1  | 1  | 0  | 3  | 1  |          |
| Cesena          | 10 | 0  | 4  | 1  | 0  | 3  | 2  | 0  | 7  | 3  | 5  | 9  |          |
| Chievo          | 4  | 0  | 2  | 0  | 0  | 1  | 1  | 0  | 3  | 1  | 4  | 5  |          |
| Cittadella      | 6  | 2  | 1  | 0  | 1  | 2  | 0  | 3  | 3  | 0  | 9  | 5  |          |
| Como            | 6  | 2  | 1  | 0  | 0  | 0  | 3  | 2  | 1  | 3  | 5  | 9  |          |
| Cosenza         | 8  | 3  | 1  | 0  | 2  | 2  | 0  | 5  | 3  | 0  | 15 | 8  |          |
| Cremonese       | 5  | 2  | 0  | 0  | 1  | 1  | 1  | 3  | 1  | 1  | 8  | 4  |          |
| Crotone         | 6  | 2  | 0  | 1  | 0  | 2  | 1  | 2  | 2  | 2  | 6  | 6  |          |
| Empoli          | 8  | 1  | 1  | 2  | 1  | 1  | 2  | 2  | 2  | 4  | 5  | 8  |          |
| Fermana         | 2  | 0  | 1  | 0  | 1  | 0  | 0  | 1  | 1  | 0  | 3  | 2  |          |
| Foggia          | 6  | 2  | 0  | 1  | 0  | 1  | 2  | 2  | 1  | 3  | 6  | 7  |          |
| Genoa           | 16 | 3  | 3  | 2  | 2  | 3  | 3  | 5  | 6  | 5  | 13 | 13 |          |
| Gubbio          | 2  | 1  | 0  | 0  | 0  | 1  | 0  | 1  | 1  | 0  | 6  | 0  |          |
| Grosseto        | 2  | 0  | 1  | 0  | 1  | 0  | 0  | 1  | 1  | 0  | 1  | 0  |          |
| Juve Stabia     | 2  | 0  | 1  | 0  | 1  | 0  | 0  | 1  | 1  | 0  | 3  | 2  |          |
| Lazio           | 4  | 0  | 2  | 0  | 1  | 1  | 0  | 1  | 3  | 0  | 3  | 2  |          |
| Lecce           | 12 | 1  | 5  | 0  | 2  | 1  | 3  | 3  | 6  | 3  | 11 | 10 |          |
| Livorno         | 6  | 2  | 1  | 0  | 1  | 2  | 0  | 3  | 3  | 0  | 8  | 2  |          |
| Matera          | 2  | 0  | 0  | 1  | 0  | 1  | 0  | 0  | 1  | 1  | 1  | 2  |          |
| Messina         | 6  | 1  | 2  | 0  | 1  | 2  | 0  | 2  | 4  | 0  | 10 | 7  |          |
| Milan           | 2  | 0  | 1  | 0  | 1  | 0  | 0  | 1  | 1  | 0  | 1  | 0  |          |
| Modena          | 8  | 2  | 2  | 0  | 2  | 0  | 2  | 4  | 2  | 2  | 10 | 7  |          |
| Monza           | 12 | 3  | 3  | 0  | 1  | 4  | 1  | 4  | 7  | 1  | 16 | 10 |          |
| Napoli          | 6  | 1  | 0  | 2  | 0  | 2  | 1  | 1  | 2  | 3  | 4  | 7  |          |
| Nocerina        | 4  | 1  | 1  | 0  | 0  | 0  | 2  | 1  | 1  | 2  | 4  | 5  |          |
| Novara          | 2  | 1  | 0  | 0  | 1  | 0  | 0  | 2  | 0  | 0  | 5  | 1  |          |
| Padova          | 4  | 0  | 2  | 0  | 1  | 1  | 0  | 1  | 3  | 0  | 6  | 5  |          |
| Palermo         | 16 | 4  | 2  | 2  | 1  | 5  | 2  | 5  | 7  | 4  | 14 | 12 |          |
| Parma           | 2  | 1  | 0  | 0  | 1  | 0  | 0  | 2  | 0  | 0  | 6  | 0  |          |
| Perugia         | 2  | 1  | 0  | 0  | 0  | 0  | 1  | 1  | 0  | 1  | 1  | 2  |          |
| Pescara         | 12 | 4  | 1  | 1  | 1  | 2  | 3  | 5  | 3  | 4  | 16 | 18 |          |
| Piacenza        | 2  | 0  | 0  | 1  | 0  | 0  | 1  | 0  | 0  | 2  | 1  | 3  |          |
| Pisa            | 9  | 0  | 4  | 1  | 3  | 0  | 1  | 3  | 4  | 2  | 9  | 9  |          |
| Pistoiese       | 14 | 4  | 3  | 0  | 4  | 2  | 1  | 8  | 5  | 1  | 15 | 6  |          |
| Potenza         | 2  | 1  | 0  | 0  | 0  | 1  | 0  | 1  | 1  | 0  | 1  | 0  |          |
| Ravenna         | 4  | 2  | 0  | 0  | 1  | 1  | 0  | 3  | 1  | 0  | 5  | 1  |          |
| Reggiana        | 4  | 0  | 0  | 2  | 0  | 2  | 0  | 0  | 2  | 2  | 3  | 5  |          |
| Reggina         | 6  | 2  | 1  | 0  | 0  | 2  | 1  | 2  | 3  | 1  | 5  | 4  |          |
| Rimini          | 8  | 0  | 3  | 1  | 1  | 2  | 1  | 1  | 5  | 2  | 7  | 7  |          |
| Salernitana     | 10 | 4  | 0  | 1  | 2  | 2  | 1  | 6  | 2  | 2  | 15 | 12 |          |
| Sambenedettese  | 8  | 1  | 2  | 1  | 0  | 4  | 0  | 1  | 6  | 1  | 6  | 6  |          |
| Sassuolo        | 4  | 1  | 1  | 0  | 0  | 2  | 0  | 1  | 3  | 0  | 4  | 3  |          |
| Savoia          | 2  | 1  | 0  | 0  | 0  | 0  | 1  | 1  | 0  | 1  | 2  | 2  |          |
| Savona          | 2  | 1  | 0  | 0  | 0  | 0  | 1  | 1  | 0  | 1  | 2  | 2  |          |
| Siena           | 6  | 0  | 2  | 1  | 1  | 1  | 1  | 1  | 3  | 2  | 5  | 3  |          |
| SPAL            | 8  | 2  | 2  | 0  | 1  | 2  | 1  | 3  | 4  | 1  | 13 | 9  |          |
| Taranto         | 8  | 3  | 1  | 0  | 0  | 4  | 0  | 3  | 5  | 0  | 8  | 2  |          |
| Ternana         | 15 | 3  | 3  | 1  | 2  | 5  | 1  | 5  | 8  | 2  | 20 | 16 |          |
| Torino          | 4  | 1  | 0  | 1  | 0  | 0  | 2  | 1  | 0  | 3  | 4  | 5  |          |
| Treviso         | 4  | 2  | 0  | 0  | 1  | 0  | 1  | 3  | 0  | 1  | 6  | 1  |          |
| Triestina       | 2  | 0  | 1  | 0  | 0  | 1  | 0  | 0  | 2  | 0  | 3  | 3  |          |
| Udinese         | 2  | 0  | 1  | 0  | 0  | 0  | 1  | 0  | 1  | 1  | 3  | 4  |          |
| Varese          | 14 | 5  | 1  | 1  | 1  | 3  | 3  | 6  | 4  | 4  | 16 | 14 |          |
| Venezia         | 5  | 2  | 0  | 1  | 0  | 1  | 1  | 2  | 1  | 2  | 12 | 8  |          |
| Verona          | 12 | 4  | 2  | 0  | 1  | 4  | 1  | 5  | 6  | 1  | 14 | 7  |          |
| Vicenza         | 12 | 3  | 2  | 1  | 2  | 3  | 1  | 5  | 5  | 2  | 13 | 9  |          |

### Vittorie
La Sampdoria ha vinto per 1 volta il Campionato italiano Serie B
- Campionato italiano di Serie B:

1966-1967 (1 titolo)

### Secondi posti
La Sampdoria ha chiuso per 1 volta il Campionati italiani di Serie B in seconda posizione 
- Campionato italiano di Serie B

2002-2003

### Terzi posti
La Sampdoria ha chiuso per un 1 il Campionato di Serie B il terza posizione 
- Campionato italiano di Serie B

1981-1982

## Bilancio della Sampdoria nelle competizioni non ufficiali

### Vittorie
La Sampdoria ha vinto per 4 volte la Coppa Renato Dall'Ara
- Coppa Renato Dall'Ara: 4 [1]

1984-1985, 1987-1988, 1988-1989, 1993-1994
La Sampdoria ha vinto per 1 volta il Trofeo Gamper battendo il Barcelona per 0-1 al  Camp Nou
- Trofeo Gamper: 1  (record italiano condiviso con la Juventus)

2012
La Sampdoria ha vinto per 1 volte il Torneo di Amsterdam
- Torneo di Amsterdam: 1  (record italiano condiviso con la Lazio)

1988
La Sampdoria ha vinto per 1 volte la Memorial Pier Cesare Baretti
- Memorial Pier Cesare Baretti: 1

1988
La Sampdoria ha vinto per 2 volte il Trofeo Bortolotti
- Trofeo Bortolotti: 2

1998, 2006
La Sampdoria ha vinto per 3 volte i Tornei IEP
- Tornei IEP: 3

1990, 1991, 1992

### Sconfitte
- Trofeo Costa del Sol:

Finale: 2016
- Trofeo Gamper:

Finale: 1997, 2016
- Trofeo Ramón de Carranza:

Finale: 2014
- Trofeo Birra Moretti:

Secondo posto: 2003
- Trofeo Teresa Herrera:

Terzo posto: 1994
- Memorial Pier Cesare Baretti:

Finale: 1989
- Coppa Cassano

Finale: 1948, 1952
- Trofeo Ciutat de Barcelona:

Finale: 2010

## Bilancio della Sampdoria nelle competizioni calcistiche giovanili

### Bilancio della Sampdoria nel Campionato Primavera

#### Vittorie
La Sampdoria ha vinto per 1 volta il Campionato Primavera.
- Campionato Primavera: 1

2007-2008

### Bilancio della Sampdoria in Coppa Italia Primavera

#### Vittorie
La Sampdoria ha vinto per 1 volta la Coppa Italia Primavera
- Coppa Italia Primavera: 1

2007-2008

### Bilancio della Sampdoria in Supercoppa Primavera

#### Vittorie
La Sampdoria ha vinto per 1 volta la Supercoppa Primavera.
- Supercoppa Primavera: 1

2008

### Bilancio della Sampdoria nel Torneo di Viareggio

#### Vittorie
La Sampdoria ha vinto per 4 volte il Torneo di Viareggio.
- Torneo di Viareggio: 4

1950, 1958, 1963, 1977

### Bilancio della Sampdoria nel Campionato Allievi Nazionali

#### Vittorie
La Sampdoria ha vinto per 1 volta il Campionato Allievi Nazionali.
- Campionato Allievi Nazionali: 1

2011-2012

### Bilancio della Sampdoria nel Campionato Ragazzi

#### Vittorie
La Sampdoria ha vinto per 2 volta il Campionato Ragazzi
- Campionato Ragazzi: 2

1951-1952, 1952-1953

### Bilancio della Sampdoria nel Campionato De Martino

#### Vittorie
La Sampdoria ha vinto per 1 volta il Campionato De Martino
- Campionato De Martino: 1

1966-1967

### Record nei campionati di serie A
- La Sampdoria ha chiuso per 3 volte il campionato di serie A con il migliore attacco e per 2 volte ha chiuso il campionato di serie A con il peggiore attacco.
- La Sampdoria ha visto per 3 volte un suo giocatore vincere la classifica dei cannonieri di serie A: Sergio Brighenti nel 1960-1961 con 27 reti realizzate, Gianluca Vialli nel 1990-1991 con 19 reti realizzate e Fabio Quagliarella con 26 reti realizzate nel 2018-2019.
- La Sampdoria ha chiuso per 1 volta il campionato di serie A con la migliore difesa mentre per 3 volte ha chiuso il campionato di serie A con la peggior difesa.
- La Sampdoria 1947-1948, insieme alla Triestina, detiene il record di 0 rigori a favore nei campionati a girone unico a ventuno squadre.

## Statistiche di squadra
Tabelle aggiornate al 14 luglio 2015.

### Partecipazione alle coppe europee
Competizioni ufficiali
| Competizione                               | Partecipazioni | Debutto   | Ultima stagione |
| ------------------------------------------ | -------------- | --------- | --------------- |
| Coppa dei Campioni / UEFA Champions League | 2              | 1991-1992 | 2010-2011       |
| Coppa UEFA / UEFA Europa League            | 6              | 1997-1998 | 2015-2016       |
| Coppa delle Coppe UEFA                     | 5              | 1985-1986 | 1994-1995       |
| Supercoppa UEFA                            | 1              | 1990      | 1990            |
| Coppa Intertoto                            | 2              | 1998      | 2007            |

Competizioni non ufficiali
| Competizione                              | Partecipazioni | Debutto   | Ultima stagione |
| ----------------------------------------- | -------------- | --------- | --------------- |
| Coppa delle Fiere                         | 1              | 1962-1963 | 1962-1963       |
| Coppa Mitropa                             | 1              | 1961      | 1961            |
| Coppa Piano Karl Rappan                   | 1              | 1963-1964 | 1963-1964       |
| Coppa delle Alpi                          | 3              | 1969      | 1971            |
| Coppa Anglo-Italiana                      | 2              | 1971      | 1972            |
| Coppa dell'Amicizia Italo-Franco-Svizzera | 1              | 1962      | 1962            |

### Campionato
| In casa - Maggiore vittoria: Sampdoria - Pro Patria 7-0 (1955/56) - Peggiore sconfitta: Sampdoria - Inter 0-5 (1965/66) Sampdoria - Inter 0-5 (1969/70) Sampdoria - Milan 0-5 (2007/08) Sampdoria - Inter 0-5 (2017/18) - Partita con più reti segnate: Sampdoria - Bologna 7-2 (1950/51) Sampdoria - Pro Patria 7-0 (1955/56) - Partita con più reti subite: Sampdoria - Inter 1-5 (1946/47) Sampdoria - Lazio 2-5 (1949/50) Sampdoria - Bologna 2-5 (1955/56) Sampdoria - Udinese 3-5 (1957/58) Sampdoria - Inter 1-5 (1963/64) Sampdoria - Inter 0-5 (1965/66) Sampdoria - Inter 0-5 (1969/70) Sampdoria - Milan 0-5 (2007/08) Sampdoria - Inter 0-5 (2017/18) Sampdoria - ACF Fiorentina 1-5 (2019/2020) - Partita pareggiata con più gol: Sampdoria - Pro Patria 4-4 (1948/49) - Maggior numero di vittorie: 14 (1960/61) - Minor numero di vittorie: 1 (2022/23) - Maggior numero di sconfitte: 11 (2022/23) - Minor numero di sconfitte: 0 (1960/61, 1989/90, 2009/10) - Maggior numero di pareggi: 10 (1982/83) - Minor numero di pareggi: 2 (1975/76, 1990/91) | In trasferta - Maggiore vittoria: Frosinone – Sampdoria 0-5 (2018/19) - Peggiore sconfitta: Inter – Sampdoria 7-1 (1955/56) Udinese – Sampdoria 7-1 (1960/61) - Partita con più reti segnate: Venezia – Sampdoria 3-7 (1949/50) - Partita con più reti subite: Juventus – Sampdoria 7-2 (1950/51) Inter – Sampdoria 7-1 (1955/56) Udinese – Sampdoria 7-1 (1960/61) Lazio - Sampdoria 7-3 (2016/2017) - Partita pareggiata con più gol: Bologna – Sampdoria 4-4 (1960/61) Inter - Sampdoria 4-4 (1971/72) - Maggior numero di vittorie: 8 (2011/12) - Minor numero di vittorie: 1 (1998/99) - Maggior numero di sconfitte: 14 (1947/48, 1950/51) - Minor numero di sconfitte: 1 (1990/91) - Maggior numero di pareggi: 9 (1990/91, 2003/04) - Minor numero di pareggi: 1 (1949/50) |

- Miglior piazzamento: 1ª (1990/91) (Serie A) 1ª (1966/67) (Serie B)
- Peggior piazzamento: 20ª (2022/23) (campionato a 20 squadre) 16ª (1965/66, 1998/99) (campionato a 18 squadre) 14ª (1976/77) (campionato a 16 squadre) 14ª (1947/48) (campionato a 21 squadre) 6ª (2011/12) (campionato a 22 squadre)
- Maggior numero di punti: 51 (1990/91) (2 punti a vittoria) 67 (2002/03, 2009/10, 2011/12) (3 punti a vittoria)
- Minor numero di punti: 23 (1968/69) (2 punti a vittoria) 36 (2010/11) (3 punti a vittoria)
- Maggior numero di vittorie: 20 (1990/91) (Serie A) 20 (1966/67) (Serie B)
- Maggior numero di vittorie consecutive dalla 1ª di campionato: 4 (Serie A 2009-2010)
- Minor numero di vittorie: 4 (1974/75) (Serie A) 9 (1978/79) (Serie B)
- Maggior numero di sconfitte: 22 (2022/23) (Serie A) 14 (2001/02) (Serie B)
- Minor numero di sconfitte: 3 (1990/91)
- Maggior numero di pareggi: 16 (1974/75, 1991/92, 2011/12)
- Minor numero di pareggi: 7 (1949/50, 1960/61, 1963/64)
- Maggior numero di gol segnati: 74 (1948/49)
- Minor numero di gol segnati: 16 (1972/73)
- Maggior numero di gol subiti: 76 (1950/51)
- Minor numero di gol subiti: 21 (1984/85, 1986/87)
- Maggior numero di vittorie consecutive: 5 (1990/91) (dalla 18ª alla 22ª giornata)
- Maggior numero di sconfitte consecutive: 7 (2012/13) (dalla 6ª alla 12ª giornata)
- Maggior numero di risultati utili consecutivi: 21 (1966/67) (dalla 1ª alla 21ª giornata, Serie B) 18 (1990/91) (dalla 17ª alla 34ª giornata, Serie A)
- Maggior numero di risultati non utili consecutivi: 17 (2005/06 – 2006/07)

### Coppe europee
- Maggiore vittoria:[4]

Sampdoria – Rosenborg 5-0 (Coppa dei Campioni 1991-1992)

Sampdoria – FBK Kaunas 5-0 (Coppa UEFA 2008-2009)

- Peggiore sconfitta:[4]

## Statistiche individuali
I giocatori in grassetto militano ancora nella Sampdoria.

### Lista dei capitani
| Calciatore           | Ruolo | Stagioni al club                                       | Stagioni da capitano      | Presenze | Reti |
| -------------------- | ----- | ------------------------------------------------------ | ------------------------- | -------- | ---- |
| Bruno Gramaglia      | M/DC  | 1946-1949                                              | 1946-1949 (4)             | 93       | 1    |
| Luigi Bertani        | M     | 1946-1951                                              | 1949-1951 (2)             | 133      | 2    |
| Renato Gei           | CA    | 1948-1953                                              | 1951-1953 (2)             | 149      | 44   |
| Giacomo Mari         | M     | 1953-1956                                              | 1953-1956 (3)             | 70       | 4    |
| Giuseppe Farina      | TD    | 1954-1958                                              | 1956-1957 (1)             | 135      | 3    |
| Ernst Ocwirk         | CC    | 1956-1961                                              | 1957-1961 (4)             | 154      | 37   |
| Gaudenzio Bernasconi | DC    | 1954-1965                                              | 1961-1965 (4)             | 334      | 0    |
| Paolo Marocchi       | TS    | 1956-1966                                              | 1965-1966 (1)             | 156      | 1    |
| Mario Frustalupi     | CC    | 1960-1961 e 1962-1970                                  | 1966-1970 (4)             | 202      | 22   |
| Giancarlo Salvi      | CC    | 1963-1964 e 1965-1976                                  | 1970-1971 (1)             | 291      | 50   |
| Giovanni Lodetti     | CC    | 1970-1974                                              | 1971-1974 (3)             | 117      | 0    |
| Marcello Lippi       | DC    | 1970-1979                                              | 1974-1979 (5)             | 274      | 5    |
| Maurizio Orlandi     | CC    | 1975-1981                                              | 1979-1981 (2)             | 175      | 14   |
| Mauro Ferroni        | DC    | 1975-1983                                              | 1981-1983 (2)             | 233      | 3    |
| Alessandro Scanziani | CC    | 1981-1986                                              | 1983-1986 (3)             | 152      | 25   |
| Luca Pellegrini      | DC    | 1980-1991                                              | 1986-1991 (5)             | 275      | 4    |
| Roberto Mancini      | CA    | 1982-1997                                              | 1991-1997 (7)             | 424      | 132  |
| Moreno Mannini       | TD/DC | 1984-1999                                              | 1997-1999 (2)             | 377      | 7    |
| Francesco Palmieri   | CA    | 1998-2000                                              | 1999-2000 (1)             | 64       | 14   |
| Simone Vergassola    | CC    | 1996-2001                                              | 2000-2001 (1)             | 114      | 12   |
| Dario Marcolin       | CC    | 2000-2002                                              | 2001-2002 (1)             | 71       | 2    |
| Sergio Volpi         | R     | 2002-2008                                              | 2002-2008 (6)             | 193      | 22   |
| Angelo Palombo       | DC/CC | 2002-2012 e 2012-2017                                  | 2008-2012 e 2015-2017 (6) | 411      | 13   |
| Daniele Gastaldello  | DC    | 2007-2015                                              | 2012-2015 (4)             | 231      | 12   |
| Vasco Regini         | DC    | 2009-2010, 2013-2016, 2016-2019, 2019-2020 e 2020-2021 | 2017-2019 (2)             | 138      | 0    |
| Fabio Quagliarella   | CA    | 2006-2007, 2016-2023                                   | 2019- 2023 (4)            | 277      | 102  |
| Nicola Murru         | TS/DC | 2017-2024                                              | 2023-2024 (1)             | 148      | 2    |
| Bartosz Bereszyński  | TD    | 2017-2023, 2023, 2024-                                 | 2024- (1)                 | 193      | 1    |

Codici:

P: Portiere,
L: Libero,
DC: Difensore centrale (stopper),
TD: Terzino destro,
TS: Terzino sinistro,
TZ: Terzino,
M: Mediano,
CC: Centrocampista centrale,
R: Regista,
T: Trequartista,
CA: Centravanti.
Dati aggiornati al 16 dicembre 2024. Dati relativi alle sole presenze in campionato, esclusi i play-off, con la Sampdoria.

### Record assoluti
| Presenze - 567 Roberto Mancini (1982-1997) - 501 Moreno Mannini (1984-1999) - 493 Pietro Vierchowod (1983-1995) - 459 Angelo Palombo (2002-2012, 2012-2017) - 401 Fausto Pari (1983-1992) - 377 Fausto Salsano (1979-1981, 1984-1990, 1993-1998) - 363 Luca Pellegrini (1980-1991) - 353 Guido Vincenzi (1958-1969) - 351 Gaudenzio Bernasconi (1954-1965) - 328 Gianluca Vialli (1984-1992) | Marcature - 171 Roberto Mancini (1982-1997) - 141 Gianluca Vialli (1984-1992) - 110 Francesco Flachi (1999-2007) - 105 Fabio Quagliarella (2006-2007, 2016-2023) - 89 Adriano Bassetto (1946-1953) - 71 Giuseppe Baldini (1946-1950, 1953-1955) - 66 Vincenzo Montella (1996-1999, 2007-2008) - 55 Giancarlo Salvi (1963-1964, 1965-1976) - 52 Eddie Firmani (1955-1958) - 51 Attilio Lombardo (1989-1995, 2001-2002) |

### Presenze
| Campionato - 424 Roberto Mancini (1982-1997) - 411 Angelo Palombo (2002-2012, 2012-2017) - 377 Moreno Mannini (1984-1999) - 358 Pietro Vierchowod (1983-1995) - 334 Gaudenzio Bernasconi (1954-1965) - 332 Guido Vincenzi (1958-1969) - 292 Giancarlo Salvi (1984-1992) - 277 Fausto Salsano (1979-1981, 1984-1990, 1993-1998) - 275 Luca Pellegrini (1980-1991) - 272 Fausto Pari (1983-1992) | Coppa Italia - 98 Roberto Mancini (1982-1997) - 90 Pietro Vierchowod (1983-1995) - 84 Fausto Pari (1983-1992) - 76 Fausto Salsano (1979-1981, 1984-1990, 1993-1998) - 73 Moreno Mannini (1984-1999) - 67 Gianluca Vialli (1984-1992) - 66 Luca Pellegrini (1980-1991) - 48 Gianluca Pagliuca (1987-1994) - 42 Alessandro Scanziani (1981-1986) - 41 Toninho Cerezo (1986-1992) | Coppe europee - 48 Moreno Mannini (1985-1986, 1988-1992, 1994-1995, 1997-1998) - 41 Fausto Pari (1985-1986, 1988-1992) - 41 Roberto Mancini (1985-1986, 1988-1992, 1994-1995) - 40 Pietro Vierchowod (1985-1986, 1988-1992, 1994-1995) - 37 Gianluca Pagliuca (1988-1992) 35 Gianluca Vialli (1985-1986, 1988-1992) - 34 Attilio Lombardo (1989-1992, 1994-1995) - 28 Marco Lanna (1988-1992) - 27 Toninho Cerezo (1988-1992) 27 Giuseppe Dossena (1988-1992) |

| Serie A - 424 Roberto Mancini (1982-1997) - 377 Moreno Mannini (1984-1999) - 358 Pietro Vierchowod (1983-1995) - 357 Angelo Palombo (2002-2012, 2012-2017) - 334 Gaudenzio Bernasconi (1954-1965) - 296 Guido Vincenzi (1958-1969) - 277 Fausto Salsano (1979-1981, 1984-1990, 1993-1998) - 272 Fausto Pari (1983-1992) - 254 Giancarlo Salvi (1984-1992) - 223 Gianluca Vialli (1984-1992) | Serie B - 185 Mauro Ferroni (1977-1982) - 141 Maurizio Orlandi (1977-1981) - 134 Francesco Flachi (1999-2003) - 122 Giorgio Roselli (1978-1982) - 113 Claudio Garella (1978-1981) - 112 Nenad Sakić (1999-2003) - 106 Alviero Chiorri (1977-1981) - 105 Alessandro Grandoni (1999-2000, 2000-2004) - 96 Mirko Conte (2000-2003) - 93 Bratislav Živković (1999-2003) |

### Marcature
| Campionato - 132 Roberto Mancini (1982-1997) - 101 Fabio Quagliarella (2006-2007, 2016-2023) - 89 Adriano Bassetto (1946-1953) - 87 Francesco Flachi (1999-2007) - 85 Gianluca Vialli (1984-1992) - 71 Giuseppe Baldini (1946-1950, 1953-1955) - 58 Vincenzo Montella (1996-1999, 2007-2008) - 52 Eddie Firmani (1955-1958) 52 Giancarlo Salvi (1963-1964, 1965-1976) - 44 Éder (2012-2016) | Coppa Italia - 36 Gianluca Vialli (1984-1992) - 26 Roberto Mancini (1982-1997) - 21 Francesco Flachi (1999-2007) - 13 Trevor Francis (1982-1986) - 11 Pietro Vierchowod (1983-1995) - 8 Attilio Lombardo (1989-1995, 2001-2002) - 8 Nello Saltutti (1975-1978) - 7 Emiliano Bonazzoli (2005-2009) 7 Toninho Cerezo (1986-1992) 7 Sergio Magistrelli (1974-1976) 7 Fausto Pari (1983-1992) 7 Giampaolo Pazzini (2009-2011) 7 Giuseppe Recagno (1958-1961) 7 Fausto Salsano (1979-1981, 1984-1990, 1993-1998) | Coppe europee - 19 Gianluca Vialli (1985-1986, 1988-1992) - 12 Roberto Mancini (1985-1986, 1988-1992, 1994-1995) - 9 Attilio Lombardo (1989-1992, 1994-1995) - 5 Emiliano Bonazzoli (2005-2006, 2007-2009) 5 Giampaolo Pazzini (2010-2011) - 4 Toninho Cerezo (1988-1992) - 4 Francesco Palmieri (1998) - 3 Claudio Bellucci (1994-1995, 2007-2009) 3 Marco Branca (1990-1991) 3 Antonio Cassano (2007-2009, 2010-2011) 3 Giuseppe Dossena (1988-1992) 3 Srečko Katanec (1988-1992) 3 Vincenzo Montella (1997-1998, 2007-2008) 3 Pietro Vierchowod (1985-1986, 1988-1992, 1994-1995) |

| Serie A - 132 Roberto Mancini (1982-1997) - 101 Fabio Quagliarella (2006-2007, 2016-2023) - 89 Adriano Bassetto (1946-1953) - 85 Gianluca Vialli (1984-1992) - 71 Giuseppe Baldini (1946-1950, 1953-1955) - 58 Vincenzo Montella (1996-1999, 2007-2008) - 52 Eddie Firmani (1955-1958) - 43 Sergio Brighenti (1960-1963) 43 Renato Gei (1948-1953) - 41 Oliviero Conti (1951-1958) 41 Mario Tortul (1953-1958) | Serie B - 47 Francesco Flachi (1999-2003) - 27 Alviero Chiorri (1977-1981) - 20 Fulvio Francesconi (1966-1967) - 18 Giorgio Roselli (1978-1982) - 16 Fabio Bazzani (2002-2003) 16 Maurizio Orlandi (1977-1981) - 15 Nicola Pozzi (2011-2012) - 13 Pasquale Luiso (2001-2002) 13 Gaetano Vasari (1999-2001, 2001-2002) - 12 Davide Dionigi (2000-2001) 12 Carmine Esposito (1999-2000, 2001-2002) 12 Giancarlo Salvi (1966-1967) |